# Nigéria nos Jogos Olímpicos de Inverno de 2018
A Nigéria participou dos Jogos Olímpicos de Inverno de 2018, realizados na cidade de Pyeongchang, na Coreia do Sul. 
Foi a estreia do país em Olimpíadas de Inverno, onde esteve representado por três mulheres no bobsleigh e no skeleton.

## Desempenho

### Bobsleigh
Feminino
| Atleta                                               | Evento | Final     | Final     | Final     | Final     | Final   | Final |
| Atleta                                               | Evento | Descida 1 | Descida 2 | Descida 3 | Descida 4 | Total   | Pos.  |
| ---------------------------------------------------- | ------ | --------- | --------- | --------- | --------- | ------- | ----- |
| Seun Adigun Akuoma Omeoga (1–2) Ngozi Onwumere (3–4) | Duplas | 52.21     | 52.55     | 52.31     | 52.53     | 3:29.60 | 20º   |

### Skeleton
| Atleta           | Evento   | Final     | Final     | Final     | Final     | Final   | Final |
| Atleta           | Evento   | Descida 1 | Descida 2 | Descida 3 | Descida 4 | Total   | Pos.  |
| ---------------- | -------- | --------- | --------- | --------- | --------- | ------- | ----- |
| Simidele Adeagbo | Feminino | 54.19     | 54.58     | 53.73     | 54.28     | 3:36.78 | 20º   |

Legenda
| Recorde mundial      | Recorde mundial (World record)               |                       | Recorde africano                      | Recorde africano (African) |                                           | Q | Classificado por posição (Qualified) |
| Recorde olímpico     | Recorde olímpico (Olympic record)            | Recorde da América    | Recorde da América (Americas)         | q                          | Classificado por melhor tempo (Qualified) |   |                                      |
| Melhor marca do ano  | Melhor marca do ano (World leading)          | Recorde asiático      | Recorde asiático (Asian)              | DNS                        | Não largou (Did not start)                |   |                                      |
| Recorde nacional     | Recorde nacional (National record)           | Recorde europeu       | Recorde europeu (European)            | DNF                        | Não terminou (Did not finish)             |   |                                      |
| Recorde pessoal      | Recorde pessoal do atleta (Personal best)    | Recorde da Oceania    | Recorde da Oceania (Oceania)          | DSQ / DQ                   | Desclassificado (Disqualified)            |   |                                      |
| Recorde da temporada | Recorde da temporada do atleta (Season best) | Recorde sul-americano | Recorde sul-americano (South America) | NM                         | Sem marca (No mark)                       |   |                                      |